# Корсак (річка)
Корса́к — річка в Україні, в межах Бердянського та Мелітопольського районів Запорізької області. Впадає до Азовського моря.

## Опис
Довжина річки 58 км, площа басейну 715 км². Долина завширшки до 3 км і завглибшки до 30 м. Заплава завширшки 200—300 м, у пониззі частково заболочена. Річище слабозвивисте, на окремих ділянках влітку пересихає. Похил річки 1,6 м/км. Споруджено кілька ставків.

## Розташування
Корсак бере початок на схід від села Калинівки. Тече переважно на південний захід, у пригирловій частина — на південь. Впадає в Азовське море (в Обитічну затоку) на південь від села Строганівки. 
Основні притоки: Шовкай, Метрозли (праві).